# Ponzone
Ponzone est une commune italienne de la province d'Alexandrie dans la région Piémont en Italie.

## Personnalités liées à la commune
- Alessandro Negri di San Front (1804-1884), militaire, né à Ponzone.

## Administration
| Période                                  | Période | Identité | Étiquette | Qualité |
| ---------------------------------------- | ------- | -------- | --------- | ------- |
|                                          |         |          |           |         |
| Les données manquantes sont à compléter. |         |          |           |         |

### Communes limitrophes
Cartosio, Cassinelle, Cavatore, Grognardo, Malvicino, Molare, Morbello, Sassello, Tiglieto, Urbe